# Bataille de la Smala
 (août 2021).
Si vous disposez d'ouvrages ou d'articles de référence ou si vous connaissez des sites web de qualité traitant du thème abordé ici, merci de compléter l'article en donnant les références utiles à sa vérifiabilité et en les liant à la section « Notes et références ».
Conquête de l'Algérie par la France
La bataille de la Smala ou combat de Taguine, qui s'est conclue par la prise de la smala d'Abd el-Kader par le duc d'Aumale le 16 mai 1843, est un épisode important de la conquête de l'Algérie par la France.
La ville d'Alger avait été prise le 14 juin 1830 par les troupes françaises. Une longue campagne militaire (de 1830 à 1847) fut ensuite nécessaire pour pacifier l'Algérie. Cette campagne fut marquée par la résistance d'Abd el-Kader et de Lalla Fatma N'Soumer,.
Le nom de cette bataille est inscrite sur le drapeau de la gendarmerie nationale française.

## Circonstances de l'attaque

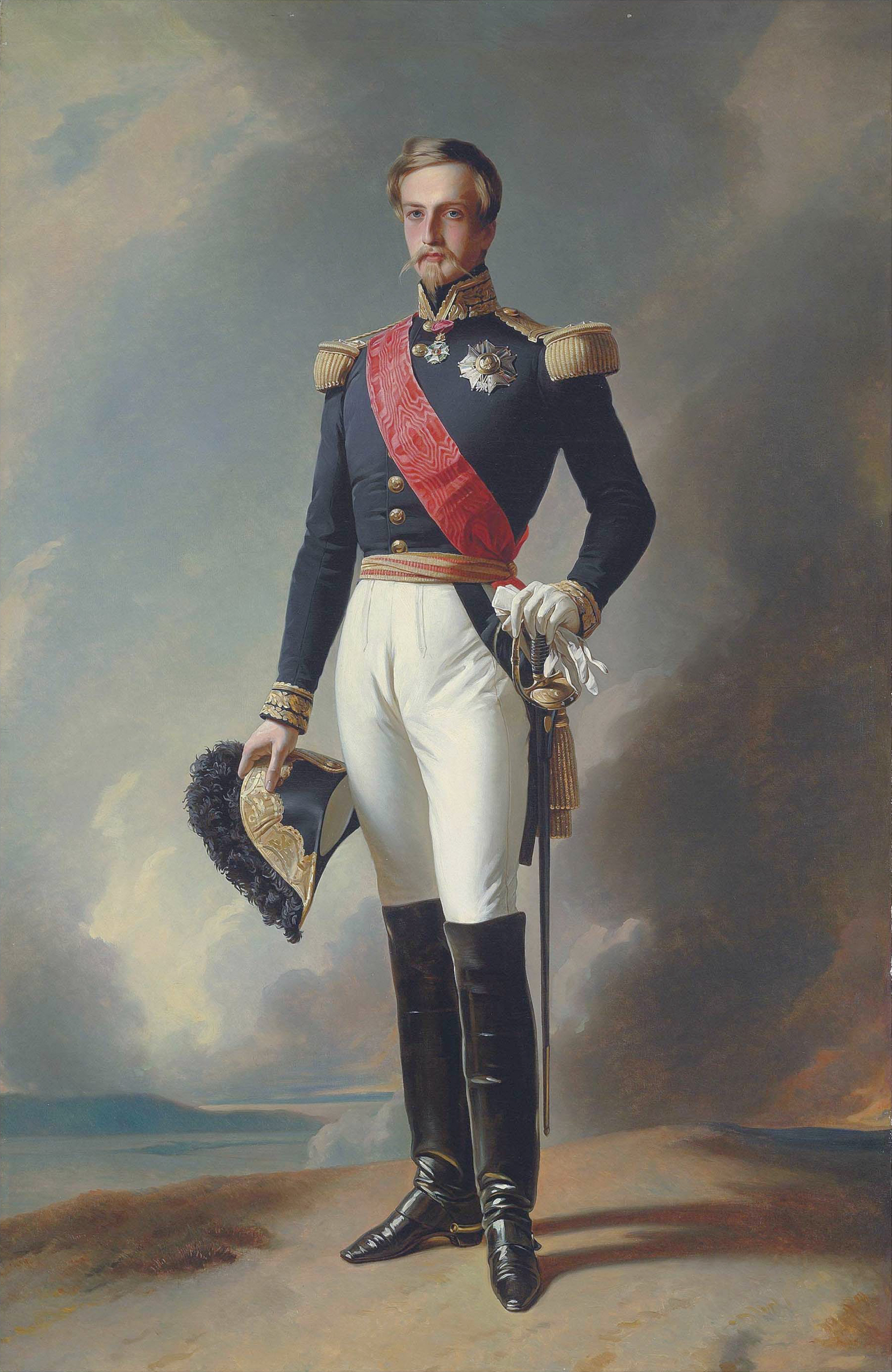
Le duc d'Aumale en 1843. Henri d'Orléans est prince royal depuis le décès de son frère Ferdinand-Philippe en 1842.

La smala avait passé la fin de l’hiver 1843 à deux journées de marche au sud de Tagdempt. Instruite qu’on était à sa poursuite, elle erra pendant quelque temps et se trouva le 16 mai à la source de Taguine. Le gouverneur-général Bugeaud avait été informé de la présence de la smala aux environs de Boghar ; mais on ignorait l’endroit.
Il donna ordre au général Lamoricière, ainsi qu’au duc d’Aumale de se mettre à sa poursuite. Le prince partit de Boghar avec 1 300 fantassins et 600 chevaux. Trois jours après, il apprit que la smala se trouvait à 80 kilomètres au sud de Goudjila. Pour l’atteindre, il fallait franchir vingt lieues d’une traite sans une goutte d’eau. Alors que les soldats étaient à la recherche de la source de Taguine pour se désaltérer, le bachagha Ahmar ben Ferhat (orthographié Amar ou Ameur Ben Ferhat, bachagha des ouled Ayad, Theniet El Had) vint informer le prince de la présence inattendue de la smala à cette même source.

## Organisation de la smala

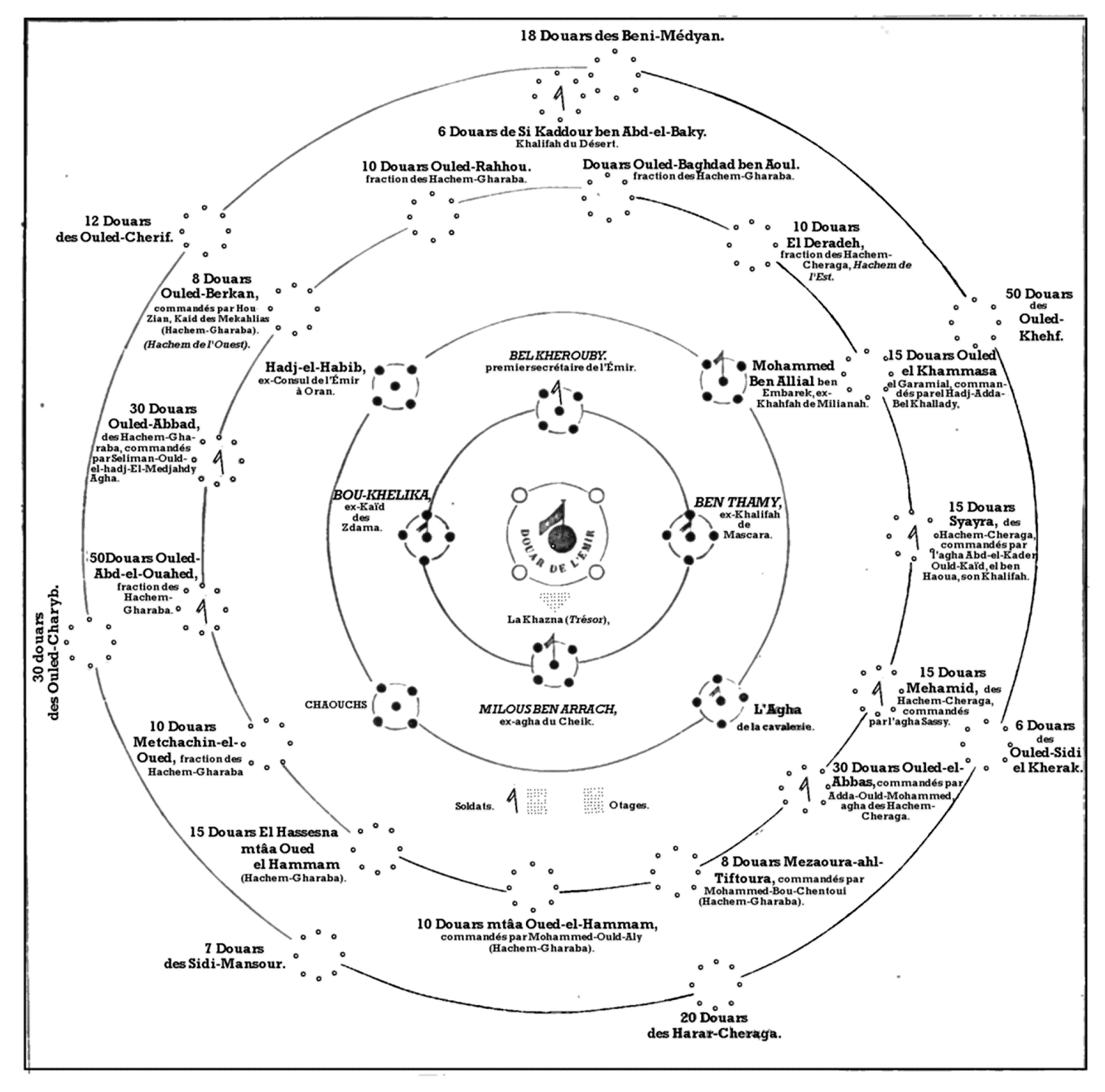
Plan de la smala d'Abdekader selon le journal L'Illustration du 15 juillet 1843

Abd el-Kader organisait la smala toujours selon le même principe : elle se composait de quatre enceintes circulaires et concentriques où chaque douar, chaque famille, chaque individu avait sa place fixe et marquée, suivant son rang, son utilité, ses fonctions, ou la confiance qu’il inspirait. La smala arrivant à son gîte, la tente de l’émir se dressait au centre du terrain que le camp devait couvrir.
- Elle était immédiatement entourée des tentes des serviteurs intimes et des principaux parents d’Abd el-Kader qui composaient la première enceinte : 5 douars
- La seconde comprenait les douars du Khalifa Ben Allal et de ses parents, ceux de l’infanterie régulière et de quelques chefs importants : 10 douars.
- La troisième était absolument formée par les Hachem-Cherraga et par les Hachem-Gharaba : 207 douars.
- La quatrième enceinte, plus ou moins rapprochée des enceintes principales, suivant les difficultés du terrain, l’eau, les bois ou les pâturages, était formée par sept tribus nomades qui servaient à la smala de guides et de protection dans le désert : 146 douars.

Soit un total de 368 douars, de quinze à vingt tentes chacun. On peut évaluer à vingt mille âmes la population de cette ville itinérante, et à cinq mille le nombre des combattants armés de fusils, dont cinq cents fantassins réguliers et deux mille cavaliers.

## L'attaque

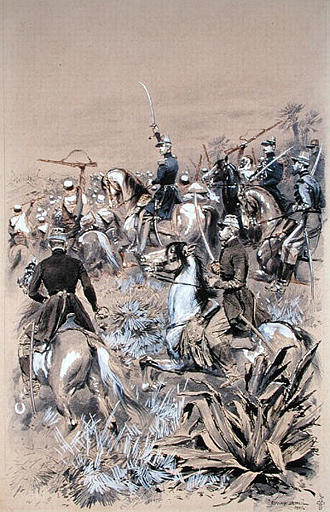
Le duc d'Aumale attaque la Smalah à Taguine le 16 mai 1843 par Édouard Detaille.

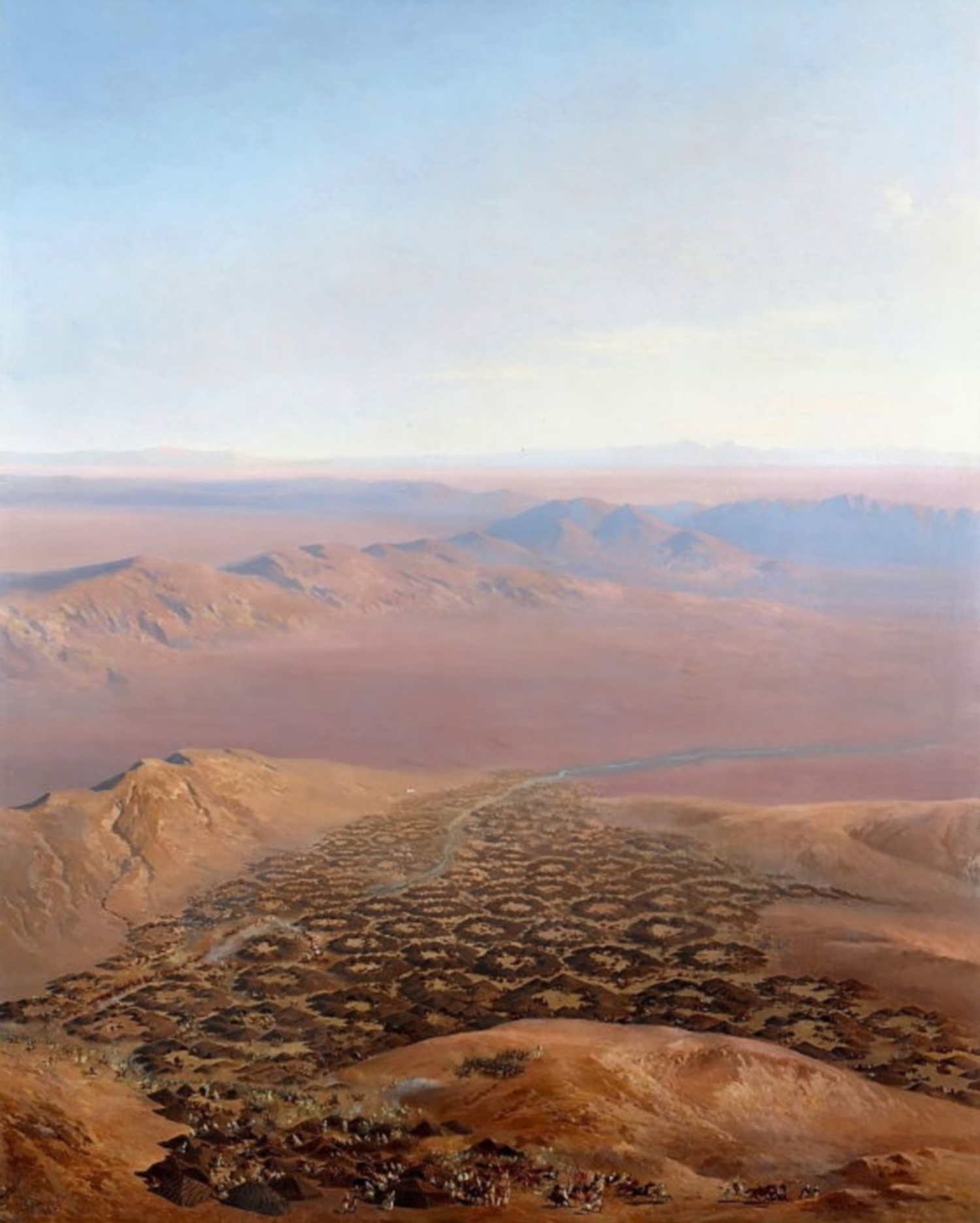
La smalah d'Abdelkader installée à la source de Taguine, représentée par Jean-Antoine-Siméon Fort.

Abd-el-Kader était absent, ainsi que ses principaux lieutenants, mais leurs familles étaient là. Le 16 mai, la cavalerie venait d’apparaître et se déployait sur un mamelon pierreux qui domine la source de Taguine. Un premier échelon, composé des spahis et du goum (2500 cavaliers), s’ébranle au trot ; il est commandé par le colonel Yousouf (né Joseph Vantini, précédemment interprète militaire). Le prince le suit avec les chasseurs et gendarmes dont il a formé sa réserve.
Mais un mouvement du terrain leur laisse voir l’immensité de la ville de tentes et cette fourmilière d’hommes qui courent aux armes : les troupes, épouvantées, se débandent et le duc d’Aumale craint une contagion de la peur parmi ses troupes. L’audace seule peut décider du succès. Le prince fait donc oblique à droite avec le deuxième échelon et dépasse le premier ; les officiers les entraînent, et bientôt le douar d’Abd el-Kader est atteint.

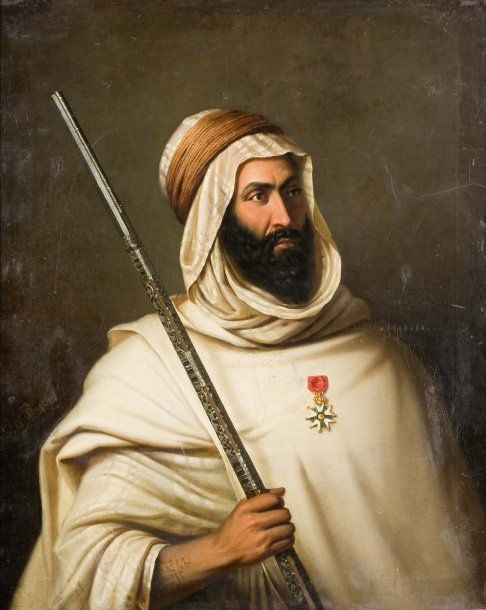
Portrait d'Amar ben Ferhat, Bachagha des Ouled Aïad vers 1847

Mais la résistance s’organise. La cavalerie des Hachems, tous parents de l’émir, veut sauver des Français les familles et les richesses. Tandis que de rapides dromadaires entraînent les femmes, que l’on enlève des tentes tout ce qu’elles contiennent de plus précieux, les hommes de guerre saisissent leurs fusils, se jettent sur leurs chevaux, se rallient, s’élancent au combat. Le prince doit faire face à un ennemi bien supérieur en nombre. Il détache sur la gauche un peloton commandé par le sous-lieutenant Delage ; ils vont être entourés, lorsque le sous-lieutenant de Canclaux, envoyé à leur aide, les dégage.
À droite, le capitaine d’Espinay culbute avec son escadron tout ce qu’il a devant lui, et va arrêter au loin la tête des fuyards ; tandis que le lieutenant-colonel Louis-Michel Morris par son intervention avec trois pelotons de cavalerie assure la victoire.
Les Algériens laissèrent près de trois cents cadavres sur le terrain et les Français seulement neuf hommes tués et douze blessés. Le butin était immense et plus de 3000 prisonniers furent pris. Mustapha ben Ismaël, agha des Douars (ou douairs), sera tué d'une balle après que son goum s'est enfui après le pillage,.
Selon Michel Levallois,, docteur en histoire, l’interprète militaire Ismaïl Urbain « fut de la prise de la smala d'Abd el-Kader par le duc d'Aumale (16 mai 1843), il eut la responsabilité de la détention de l'Émir en France, il lui rendit visite à Amboise, il l'accompagna à Paris lors de ses visites de 1853 et 1865 ».

## Représentations dans les arts

### Peinture

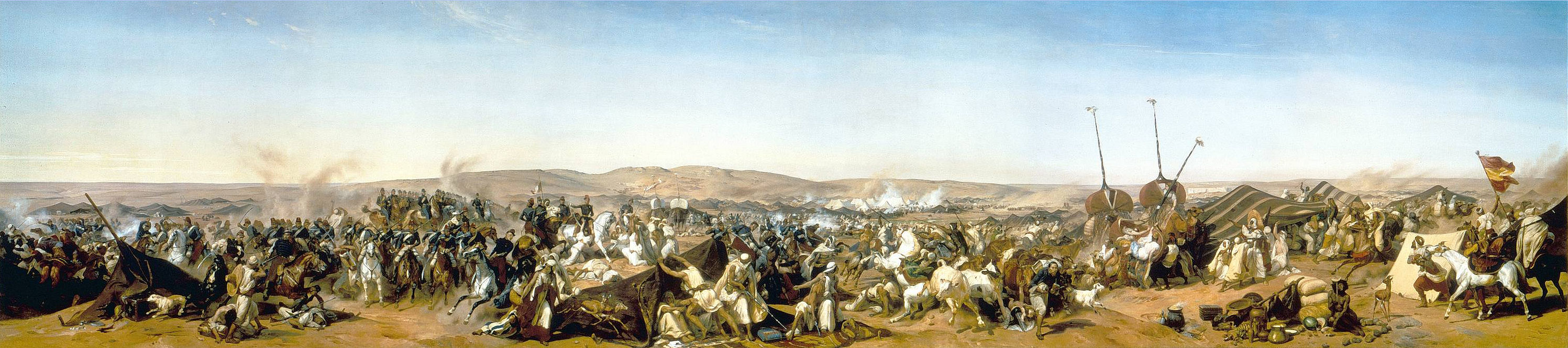
Prise de la smalah d'Abd-el-Kader, 16 mai 1843 par Horace Vernet.

Cette bataille a été immortalisée par Horace Vernet en 1843. Le tableau est l'attraction principale des salles d'Afrique créées par Louis-Philippe au musée de l'histoire de France à Versailles. Il a été interprété à la gravure sur acier par Augustin Burdet.

### Sculpture

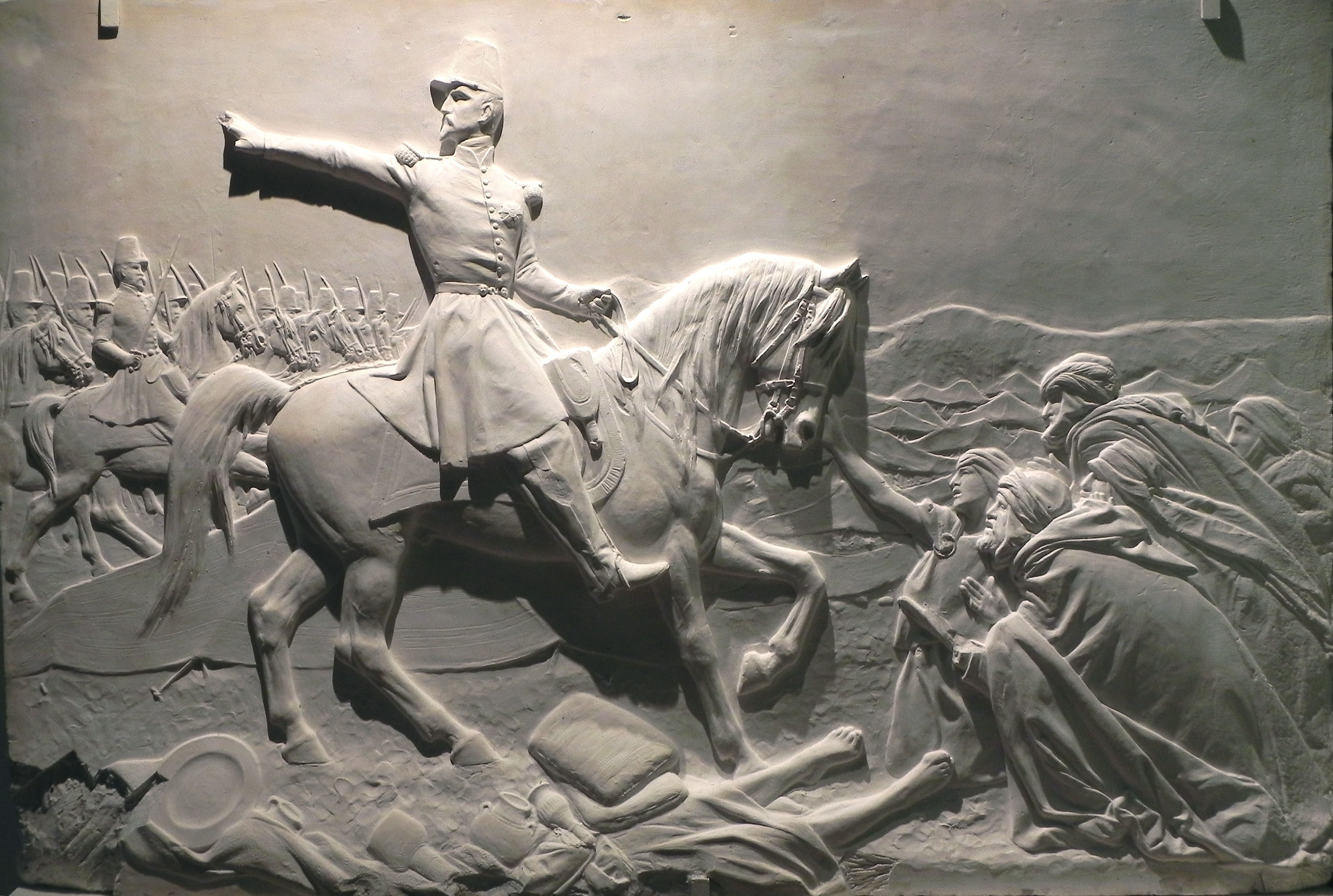
La Prise de la Smalah de Gérôme

La bataille a également été représentée sur un bas-relief de l'artiste Jean-Léon Gérôme : La Prise de la Smalah, exposé au musée Jean-Léon Gérôme de Vesoul.

## Culture populaire
Le duo comique Pierre Dac et Francis Blanche a fait une allusion à « un épisode de la prise de la Smala d'Abd el-Kader par les troupes du duc d'Aumale, en 1843, en couleurs » dans leur sketch Le Sâr Rabindranath Duval.
Une plaque « rue Taguin, 1843 » existe encore, en 2014, à Dijon, sur une voie non publique.